# Уай
Уай (на английски: Wye; на уелски: Afon Gwy, Авон Гуй) е 5-ата по дължина река във Великобритания (Югоизточен Уелс и Югозападна Англия), десен приток на Севърн. Дължина 215 km, площ на водосборния басейн 4136 km².
Река Уай води началото си на 645 m н.в., от южното подножие на масива Плинлимън (част от Камбрийските планини), в централната част на Уелс. В горното си течение, до град Лисуен тече в югоизточна посока в тясна и дълбока планинска долина с бързо течение. След това завива на североизток, при уелския град Хей навлиза на английска територия и до град Херефорд тече в източна посока в по-широка и по-плитка долина през хълмиста равнина. След Херефорд завива на юг и запазва това направление до устието си. В този участък Уай става широка и пълноводна река с бавно и спокойно течение и множество меандри. Последните 30 km служи за граница между Англия и Уелс. Влива се отдясно в естуара на река Севърн при уелския град Чепстоу.
Водосборният басейн на Уай обхваща площ от 4136 km², което представлява 36,22% от водосборния басейн на Севърн. Речната ѝ мрежа е двустранно развита. На югозапад и запад водосборният басейн на Уай граничи с водосборните басейни на реките Аск, Тауи, Тайви и други по-малки, вливащи се в Атлантическия океан, а на североизток и изток – с водосборните басейни на река Тим и други по-малки, десни притоци на Севърн.
Основни притоци:
- леви – Айтън, Лаг (72 km);
- десни – Ирвън, Моноу (68 km)

Река Уай има предимно дъждовно подхранване с почти целогодишно пълноводие, с максимум през есента и зимата.
Долината на реката е гъсто заселена, като най-голямото селище е град Херефорд в Англия